# Jana aurivilliusi
Jana aurivilliusi är en fjärilsart som beskrevs av Rothschild 1917. Jana aurivilliusi ingår i släktet Jana och familjen Eupterotidae. Inga underarter finns listade i Catalogue of Life.